# Rio Grande de Santiago
O rio Grande de Santiago também conhecido como Santiago Totolotlán ou simplesmente Santiago, é um rio do México Ocidental. Nasce no lago de Chapala a uma altitude 1.524 metros, e passa pelos estados mexicanos de Jalisco e Nayarit, sendo sua fronteira ao longo de uns 30 km². Tem uma longitude de 562 km², e drena uma área de 76.400 km². Nele se encontre a represa de El Cajón.
Considerando um de seus afluentes, o rio Lerma 708 km², o sistema fluvial rio Lerma-lago Chapala-rio Santiago, é o segundo rio mais longo do México, com 1281 km (562+11+708).

## Jalisco
Pouco depois de sair do lago de Chapala passa por Ocotlán, e pouco antes de passar perto da cidade de  Guadalajara, forma a cascata do salto de Juanacatlán, entre o povoado de mesmo nome e a de El Salto, com 15 m de altura, e 130 de largura. É lá onde começa a formar uma série de barrancos, que se estendem até quase sair da sierra Madre Occidental. Logo passa pela represa de Santa Rosa, pouco depois passa a 6 km² da cidade de Tequila, onde é conhecido como Lerma-Santiago.

## Nayarit

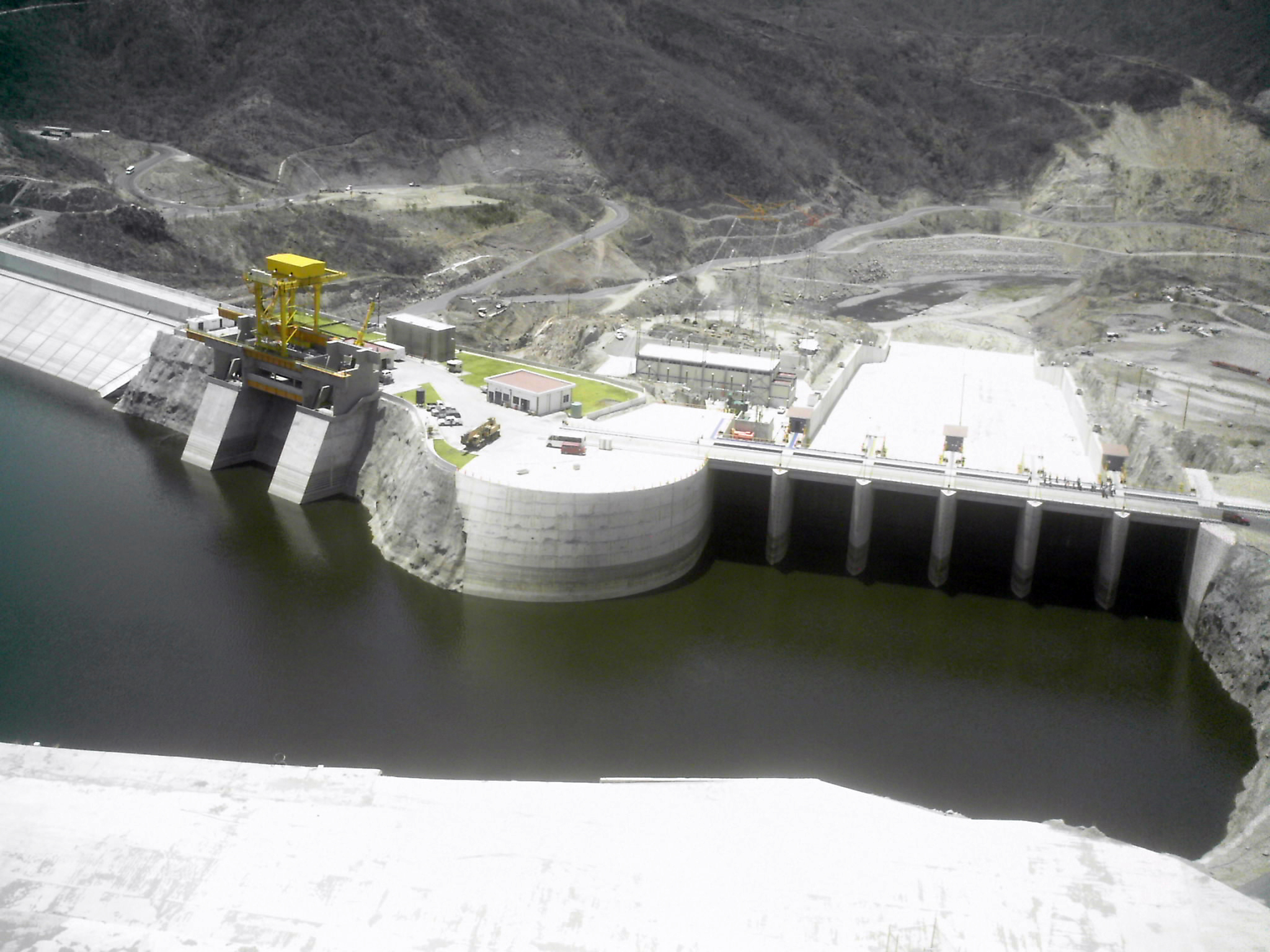
Fotografia da represa de El Cajón, tirada desde a margem direita.

Já em Nayarit, antes de passar perto de Tepic (a 47 km em linha reta), está a cortina da represa El Cajón. Para jusante e a uns 60 km² fica a represa de Aguamilpa, inaugurada em 1997, e logo depois a localidade de Yago, e mais tarde Santiago Ixcuintla. Desemboca no oceano Pacífico, em Nayarit 21 km² a noroeste da cidade de San Blas no mesmo estado, criando zonas extremamente férteis e aptas para a agricultura.

## Afluentes
Tem numerosos afluentes, entre os que se destacam: o rio verde, o rio Juchipila em Zacatecas, o rio Huaynamota em Nayarit, e o rio Bolaños limite estadual entre outros quatro afluentes pela margem direita. 
Desde da represa de Santa Rosa até o começo da represa de Aguamilpas, corre em direção predominante noroeste, para logo virar para sudoeste.

## Navegação
Não é navegável, exceto para lanchas e outras embarcações pequenas, devido aos rápidos que tem em certas partes de seu curso.